# Dorfkirche Lansen

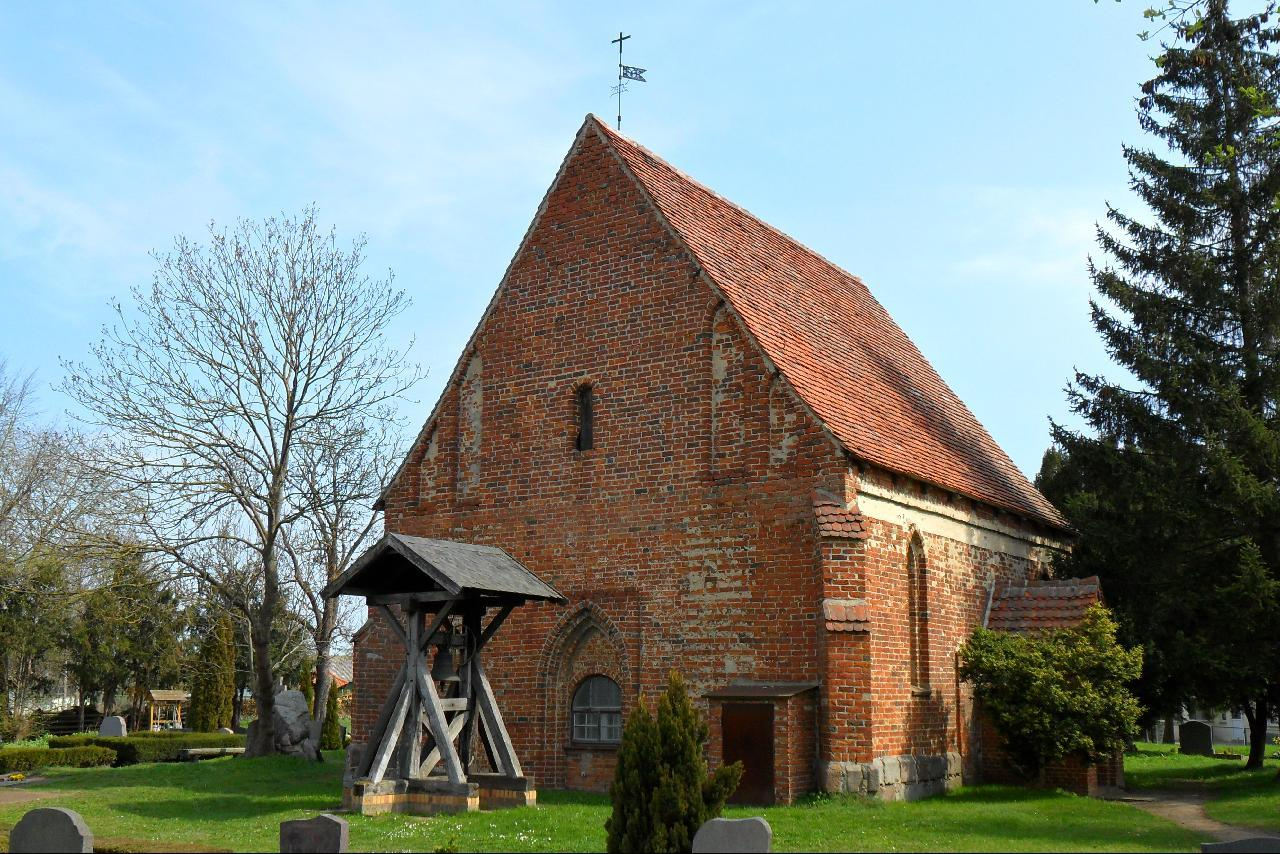
Dorfkirche in Lansen

Die Dorfkirche in Lansen, einem Ort im Landkreis Mecklenburgische Seenplatte in Mecklenburg-Vorpommern, geht im Kern auf die Zeit um 1400 zurück.  Sie gehört zur Kirchengemeinde Rittermannshagen in der Propstei Rostock, Kirchenkreis Mecklenburg der Evangelisch-Lutherischen Kirche in Norddeutschland.
Bei der Kirche handelt es sich um einen rechteckigen Backsteinbau mit Dreiachtel-Chorschluss auf einem Sockel von behauenen Granitsteinen. Der Westgiebel ist durch eine Blende gegliedert. Die von einem Kreuzgratgewölbe überspannte Sakristei wurde im 17. Jahrhundert ergänzt, die Portalvorhalle an der Südseite im 19. Jahrhundert, einhergehend mit einer baulichen Veränderung des Westgiebels. In der Südwand ist eine ehemalige Trogmühle eingelassen, die auch als Weihwasserbecken gedeutet wird. Die durch die erhaltenen Schildbögen ursprünglich als Tonnengewölbe kenntliche Decke der Kirche ist heute von einer Flachdecke überspannt.
Zur Ausstattung der Kirche zählt ein Taufengel aus dem 18. Jahrhundert.
Auf dem Kirchhof befindet sich ein freistehender Glockenstuhl, die daran befindliche Glocke wurde 1865 vom damaligen Patron C.G. (Kuno) von Hahn gestiftet und von Johann Carl Ludwig Illies in Waren gegossen. 1902 befanden sich noch zwei weitere Glocken darin: eine mittelalterliche sowie eine 1690 von Vitus Siebenbaum in Schwerin gegossene Glocke.